# إدي جونز (مدرب كرة قدم)
إدي جونز (بالإنجليزية: Eddie Jones)‏ هو مدرب كرة قدم أمريكي، ولد في 18 يونيو 1938، وتوفي في 27 يونيو 2012.